# Gornji Bogićevci
Gornji Bogićevci – wieś w Chorwacji, w żupanii brodzko-posawskiej, siedziba gminy Gornji Bogićevci. W 2021 roku liczyła 538 mieszkańców.
Jest położona na wysokości 141 m n.p.m., 3 km na wschód od Okučani i 14 km na zachód od Novej Gradiški. Przebiega przez nią droga Novska – Okučani – Nova Gradiška. Miejscowa gospodarka oparta jest na rolnictwie.